# 紅白誕生之日
《紅白誕生之日》，日本NHK於2015年3月21日播出的特別劇。由松山研一主演。本劇改編自大戰結束後的1945年12月31日於NHK播出的《紅白歌唱大賽》的前身《紅白音樂比賽》之節目構想及提案人，東京廣播電台播音員近藤積的真人真事。包括並木路子在內的劇中數名出場歌手，皆為真實存在的人物。拍攝地點為神奈川縣橫濱市的綠山攝影棚及栃木縣，拍攝時間為2015年1月上旬至下旬。

## 劇情概要
二次大戰結束後，美軍進駐日本，為防軍國主義死灰復燃，開始進駐電台進行思想管制，表面上准許日本製作節目，實際上所有播出內容都須經過駐日盟軍總司令部的審核之後才准許播出。東京廣播電台（今日的NHK前身）的播音員新藤達也為了讓日本人走出大戰之後的傷痛，並重新振作，同時也希望日本能邁向下一步，不惜排除萬難，誕生出日本的歌唱節目「紅白音樂比賽」（今日的紅白歌唱大賽前身），藉由歌手美妙的歌聲，撫平全日本人民受傷的心靈…

## 登場人物
有☆者的角色為真實存在的人物。
- 新藤達也：松山研一

NHK播音員兼導播。
- 竹下光江：本田翼（現代、旁白：草村禮子）

NHK播音員。大戰結束後負責處理雜務。
- 並木路子☆：miwa

出場歌手。
- 松井志郎：小林隆

身兼管理職位的播音員。
- 古川綠波☆：六角精兒

白組主持人。
- 水之江瀧子☆：大空祐飛

紅組主持人。
- 喬治馬淵：星野源

駐日盟軍總司令部内負責審閲廣播內容的翻譯官。日裔美國人。
- 山田孝介：高橋克實

新藤的劍道指導老師。
- 山田佳代子：中島廣子

孝介的妻子。
- 菊地信之：松澤一之

唱片公司大亨。
- 吉村真治：趙珉和

新藤的同事。
- 加藤圭介：玉置孝匡

新藤的前輩。
- 山川浩平：菊田大輔

新藤的後輩。
- 田邊正晴☆：小松和重

節目的總主持人。
- 迪克·邁爾☆：遠藤要

爵士及藍調歌手。
- 市丸☆：原史奈

身兼藝伎身分的歌手。
- 貝蒂稻田☆：泉里香

歌手。迪克·邁爾的女友。
- 霧島昇☆：竹森千人

歌手。
- 松原操☆：恒吉梨繪

歌手。霧島的妻子。
- 警衛：鈴之助

現今紅白歌唱大賽的會場警衛。
- 倉田良平：松永博史
- 說書大師：一龍齋貞水
- 羅伯茲：布萊克·克勞福（Blake Crawford）
- 史密斯：鮑伯·韋利（Bob Werley）
- 川田正子☆：石井心愛
- 村木伸一：山口哲史
- 村木陽子：石井心咲
- 其他演員：並樹史朗、notch、今野浩喜、高橋修、松林慎司、花戸祐介、辻本一樹、佐藤委子、井口尚哉、後藤廣美、大谷恭子、片岡寛晶、三富考樹、黑木製作、新音樂協會、Remix、藝優、JAE、海灣、演藝學院、DOLCE、GLEAN MEDIA、稻川素子事務所、森本事務所

## 製作團隊
- 原作：尾崎將也
- 音樂：遠藤浩二
- 製作統籌：三鬼一希（NHK）
- 導演：堀切園健太郎（NHK）
- 時代考證：天野隆子
- 英語指導：鹽屋孔章
- 舞蹈指導：西川扇重郎
- 武打動作：青木哲也
- 資料提供：松竹、近藤美佐子
- 攝影協助：茨城縣、茨城縣高萩市、聖心女子大學
- 美術：有本弘
- 技術：佐佐木喜昭
- 音響效果：畑菜穗子
- 攝影：細野和彦
- 照明：久慈和好
- 音效：大宅健司
- 影像技術：金丸岳生
- 影像特效：釣木澤淳
- 電腦繪圖製作：田口健太郎（白組）
- 美術執行：淺沼道之
- 記錄：阿部格
- 編審：髙室麻子
- 後製協助：Sony PCL

## 外部連結
- NHK官方網站－紅白誕生之日 （页面存档备份，存于）